# Де Раул, Сентро Туристико (Плајас де Росарито)
Де Раул, Сентро Туристико (шп. De Raúl, Centro Turístico) насеље је у Мексику у савезној држави Доња Калифорнија у општини Плајас де Росарито. Насеље се налази на надморској висини од 47 м.

## Становништво
Према подацима из 2010. године у насељу су живела 2 становника.

### Хронологија
| Година       | 2000        | 2005        | 2010 |
| ------------ | ----------- | ----------- | ---- |
| Становништво | 18 (8 / 10) | 18 (10 / 8) | 2    |

### Попис
| # | Индикатор                     | Вредност |
| - | ----------------------------- | -------- |
| 1 | Укупно домаћинстава           | 30       |
| 2 | Укупно насељених домаћинстава | 2        |
| 3 | Величина локације             | 1        |